# Founders Fund
Founders Fund és una empresa estatunidenca de capital de risc que inverteix en empreses que desenvolupin tecnologies revolucionàries. Té inversions en diversos sectors, incloent-ne intel·ligència aeroespacial, intel·ligència artificial, energia i salut, entre d'altres. Disposa d'accions d'empreses com Airbnb, Knewton, Lyft, Spotify, Stripe i ZocDoc.
Va ser el primer fons d'inversió institucional en invertir en SpaceX i en Palantir Tecnologies. També fou un dels inversors inicials de Facebook. Els quatre socis generals són Peter Thiel, Ken Howery, Luke Nosek i Brian Singerman, que al seu torn van ser fundadors o empleats primerencs d'empreses com PayPal, Google, Palantir Technologies o la mateixa SpaceX. Format el 2005, el fons disposava de més de tres mil milions de dòlars en capital agregat el 2016.